# Renato Modesto
Renato Modesto (São Paulo, 15 de agosto de 1967) é um ator, dramaturgo e autor de telenovelas brasileiro.

## Carreira

#### Contos e Romances
Renato deu início a carreira de escritor, escrevendo romances como: “Muitas Vidas, Um Amor” e “Almas Aprisionadas”, ambos publicados pela Lúmen Editorial. Também participou das coletâneas de contos "Novelas, Espelhos e Um Pouco de Choro" (Ateliê Editorial) e "Histórias do Olhar"(Editora Escrituras).

#### No Teatro
Modesto escreveu peças de sucesso como “É o Fim do Mundo”, primeiro lugar no Concurso de Dramaturgia do SESI-SP em 1995. Prêmio de Montagem da Jornada de Teatro do SESC para a peça "É o Fim do Mundo" em 1996. Escreveu também “O Martelo”, estrelado por Ney Latorraca em 1998.

No SBT

Em 1998 estreiou na novela Fascinação como Dr. Lobato e em seguida no mesmo ano na novela Pérola Negra personagem Junior .

#### Na TV Globo
Em 1999, estreou como roteirista da TV Globo, onde trabalhou por 13 anos, foi analista de projetos de teledramaturgia.
Em 2004, foi colaborador de Walther Negrão na novela Como uma Onda, repetindo a parceria com Negrão nas novelas Desejo Proibido (2007) e Araguaia (2010), obra que foi indicada ao Prêmio Emmy Internacional.

#### Na Record TV
Em 2012, Renato foi contratado pela Record TV, onde foi co-autor de Lauro César Muniz na novela Máscaras.
Em 2014, foi autor principal das duas temporadas da série Milagres de Jesus. Em 2016, escreveu a sua primeira novela A Terra Prometida.

## Trabalhos

### Televisão
| Ano  | Título            | Emissora    | Notas                      | Parceiros         |
| ---- | ----------------- | ----------- | -------------------------- | ----------------- |
| 1998 | Fascinação        | SBT         | Ator (personagem Advogado) |                   |
| 1998 | Pérola Negra      | SBT         | Ator (personagem Júnior)   |                   |
| 2004 | Como uma Onda     | Rede Globo  | Colaborador                |                   |
| 2006 | Papai Noel Existe | Rede Globo  | Autor principal            |                   |
| 2007 | Desejo Proibido   | Rede Globo  | Colaborador                | Walther Negrão    |
| 2010 | Araguaia          | Rede Globo  | Colaborador                | Walther Negrão    |
| 2012 | Máscaras          | Rede Record | Co-Autor                   | Lauro César Muniz |
| 2014 | Milagres de Jesus | Rede Record | Autor principal            |                   |
| 2016 | A Terra Prometida | Rede Record | Autor principal            |                   |

## Teatro
| Ano       | Título                                                                |
| --------- | --------------------------------------------------------------------- |
| 1984      | Um Tiro no Coração                                                    |
| 1985      | Hello, Boy!                                                           |
| 1986      | Alice, que Delícia!                                                   |
| 1987      | O Lobo de Ray-ban                                                     |
| 1988      | Cais Oeste                                                            |
| 1989      | Anjo Negro                                                            |
| 1990      | Pequenos Burgueses                                                    |
| 1991      | Seis Autores a Procura de Um Personagem                               |
| 1992      | O Rei do Brasil                                                       |
| 1993      | Laços Eternos                                                         |
| 1994      | Putz!                                                                 |
| 1994-1995 | Enfim Sós                                                             |
| 1996      | O Amor Venceu                                                         |
| 1997      | Um Bonde Chamado Desejo                                               |
| 1999      | Lembrar é Resistir                                                    |
| 2000      | O Que o Mordomo Viu                                                   |
| 2003      | Alta Noite – II Mostra de Dramaturgia Contemporânea do SESI           |
| 2003      | Braseiro – II Mostra de Dramaturgia Contemporânea do SESI             |
| 2003      | Coiteiros de Paixões – II Mostra de Dramaturgia Contemporânea do SESI |
| 2005-2006 | Assim Com Rose                                                        |
| 2007      | Volta ao Lar                                                          |
| 2023      | O Vison Voador []                                                     |